# Olympische Sommerspiele 1972/Fußball/Spiele
Diese Seite enthält alle Spiele des olympischen Fußballturniers von 1972 in München mit allen statistischen Details.

## Vorrunde

### Gruppe 1
| Pl. | Land               | Sp. | S | U | N | Tore    | Diff. | Punkte |
| --- | ------------------ | --- | - | - | - | ------- | ----- | ------ |
| 1.  | BR Deutschland     | 3   | 3 | 0 | 0 | 013:000 | +13   | 06:0   |
| 2.  | Marokko            | 3   | 1 | 1 | 1 | 006:300 | +3    | 03:30  |
| 3.  | Malaysia           | 3   | 1 | 0 | 2 | 003:900 | −6    | 02:40  |
| 4.  | Vereinigte Staaten | 3   | 0 | 1 | 2 | 000:100 | −10   | 01:50  |

#### BR Deutschland – Malaysia 3:0 (0:0)
| BR Deutschland                                                    | BR Deutschland | Malaysia | Malaysia |
| ----------------------------------------------------------------- | --- | --- | -------- |
| BR Deutschland                                                    | \| 1. Gruppenspieltag \| \| Sonntag, 27. August 1972 um 15:00 Uhr in München (Olympiastadion) \| \| Zuschauer: 60.000 \| \| Schiedsrichter: Armando Marques ( Brasilien) \| \| Spielbericht \|                                                | \| 1. Gruppenspieltag \| \| Sonntag, 27. August 1972 um 15:00 Uhr in München (Olympiastadion) \| \| Zuschauer: 60.000 \| \| Schiedsrichter: Armando Marques ( Brasilien) \| \| Spielbericht \|                                                               | Malaysia |
| BR Deutschland                                                    | Günter Wienhold – Friedhelm Haebermann – Heiner Baltes, Egon Schmitt , Reiner Hollmann – Hermann Bitz, Uli Hoeneß, Bernd Nickel – Rudolf Seliger, Ewald Hammes (57. Jürgen Kalb), Ronald Worm (78. Ottmar Hitzfeld) Cheftrainer: Jupp Derwall | Kam Fook Wong – Mohamed Chandran – Abdullah Othmann, Chin Aun Soh, Namat Abdullah – Wan Zawawi, Hiralal Bahwandi, Choon Wah Wong (82. Hussein Hamzah) – Ibrahim Salleh, Abdullah Shaharuddin, Abdullah Rahim (61. Loon Teik Looi) Cheftrainer: Che Din Jalil | Malaysia |
| BR Deutschland                                                    | 1:0 Worm (56.) 2:0 Kalb (71.) 3:0 Seliger (82.) | | Malaysia |
| BR Deutschland                                                    | Rahim | | Malaysia |
| 1. Gruppenspieltag                                                | | |          |
| Sonntag, 27. August 1972 um 15:00 Uhr in München (Olympiastadion) | | |          |
| Zuschauer: 60.000                                                 | | |          |
| Schiedsrichter: Armando Marques ( Brasilien)                      | | |          |
| Spielbericht                                                      | | |          |

#### Marokko – Vereinigte Staaten 0:0
| Marokko                                                            | Marokko | Vereinigte Staaten | Vereinigte Staaten |
| ------------------------------------------------------------------ | --- | --- | ------------------ |
| Marokko                                                            | \| 1. Gruppenspieltag \| \| Sonntag, 27. August 1972 um 15:00 Uhr in Augsburg (Rosenaustadion) \| \| Zuschauer: 4.000 \| \| Schiedsrichter: Rudi Glöckner ( DDR) \| \| Spielbericht \|                                                                                            | \| 1. Gruppenspieltag \| \| Sonntag, 27. August 1972 um 15:00 Uhr in Augsburg (Rosenaustadion) \| \| Zuschauer: 4.000 \| \| Schiedsrichter: Rudi Glöckner ( DDR) \| \| Spielbericht \|                      | Vereinigte Staaten |
| Marokko                                                            | Mohamed Hazzaz – Ahmed Najah – Boujemaâ Benkhrif , Abdallah Lamrani, Larbi lhardane – Mustapha Yaghcha (71. Mohamed Merzaq), Khalifa Elbakhti, Abdelali Zahraoui – Abdallah Tazi, Ahmed Faras, Maouhoub Ghazouani (71. Mohamed El Filali) Cheftrainer: Sabino Barinaga ( Spanien) | Mike Ivanow – Neil Stam – Casey Bahr, Horst Stemke , John Bocwinski – Mike Seerey, Arthur Demling (83. Al Trost), Hugo Salcedo – Archie Roboostoff, John Carenza, Manuel Hernandez Cheftrainer: Bob Guelker | Vereinigte Staaten |
| Marokko                                                            | Elbakhti | | Vereinigte Staaten |
| 1. Gruppenspieltag                                                 | | |                    |
| Sonntag, 27. August 1972 um 15:00 Uhr in Augsburg (Rosenaustadion) | | |                    |
| Zuschauer: 4.000                                                   | | |                    |
| Schiedsrichter: Rudi Glöckner ( DDR)                               | | |                    |
| Spielbericht                                                       | | |                    |

#### BR Deutschland – Marokko 3:0 (2:0)
| BR Deutschland                                                       | BR Deutschland | Marokko | Marokko |
| -------------------------------------------------------------------- | --- | --- | ------- |
| BR Deutschland                                                       | \| 2. Gruppenspieltag \| \| Dienstag, 29. August 1972 um 16:30 Uhr in Passau (Dreiflüssestadion) \| \| Zuschauer: 16.000 \| \| Schiedsrichter: Doğan Babacan ( Türkei) \| \| Spielbericht \|                                  | \| 2. Gruppenspieltag \| \| Dienstag, 29. August 1972 um 16:30 Uhr in Passau (Dreiflüssestadion) \| \| Zuschauer: 16.000 \| \| Schiedsrichter: Doğan Babacan ( Türkei) \| \| Spielbericht \|                                                                                       | Marokko |
| BR Deutschland                                                       | Günter Wienhold – Friedhelm Haebermann – Heiner Baltes, Egon Schmitt , Hartwig Bleidick – Hermann Bitz, Jürgen Kalb, Bernd Nickel – Rudolf Seliger (57. Ewald Hammes), Ottmar Hitzfeld, Ronald Worm Cheftrainer: Jupp Derwall | Mohamed Hazzaz – Ahmed Najah – Boujemaâ Benkhrif , Abdallah Lamrani, Larbi lhardane – Mustapha Yaghcha (64. Ahmed Mohamed Tati), Mohamed El Filali, Khalifa Elbakhti – Mohamed Merzaq (46. Abdallah Tazi), Ahmed Faras, Maouhoub Ghazouani Cheftrainer: Sabino Barinaga ( Spanien) | Marokko |
| BR Deutschland                                                       | 1:0 Nickel (30., Foulelfmeter) 2:0 Nickel (33., Foulelfmeter) 3:0 Hitzfeld (53.) | | Marokko |
| BR Deutschland                                                       | Lamrani, Yaghcha, Faras, lhardane, Ghazouani | | Marokko |
| BR Deutschland                                                       | Ghazouani | | Marokko |
| 2. Gruppenspieltag                                                   | | |         |
| Dienstag, 29. August 1972 um 16:30 Uhr in Passau (Dreiflüssestadion) | | |         |
| Zuschauer: 16.000                                                    | | |         |
| Schiedsrichter: Doğan Babacan ( Türkei)                              | | |         |
| Spielbericht                                                         | | |         |

#### Malaysia – Vereinigte Staaten 3:0 (1:0)
| Malaysia                                                           | Malaysia | Vereinigte Staaten | Vereinigte Staaten |
| ------------------------------------------------------------------ | --- | --- | ------------------ |
| Malaysia                                                           | \| 2. Gruppenspieltag \| \| Dienstag, 29. August 1972 um 16:30 Uhr in Ingolstadt (ESV-Stadion) \| \| Zuschauer: 3.000 \| \| Schiedsrichter: Henry Øberg ( Norwegen) \| \| Spielbericht \|                                               | \| 2. Gruppenspieltag \| \| Dienstag, 29. August 1972 um 16:30 Uhr in Ingolstadt (ESV-Stadion) \| \| Zuschauer: 3.000 \| \| Schiedsrichter: Henry Øberg ( Norwegen) \| \| Spielbericht \|                                      | Vereinigte Staaten |
| Malaysia                                                           | Kam Fook Wong – Mohamed Chandran – Abdullah Othmann, Chin Aun Soh, Namat Abdullah – Yusoff Zawawi, Hussein Hamzah, Choon Wah Wong – Ibrahim Salleh, Abdullah Shaharuddin (68. Mohamed Bakar), Loon Teik Looi Cheftrainer: Che Din Jalil | Mike Ivanow – Neil Stam – Casey Bahr, Horst Stemke , John Bocwinski – Mike Seerey, Arthur Demling (74. Joseph Hamm), Hugo Salcedo – Archie Roboostoff, John Carenza (83. Steve Gay), Manuel Hernandez Cheftrainer: Bob Guelker | Vereinigte Staaten |
| Malaysia                                                           | 1:0 Shaharuddin (14.) 2:0 Salleh (67.) 3:0 Zawawi (77.) | | Vereinigte Staaten |
| Malaysia                                                           | Stemke, Demling | | Vereinigte Staaten |
| 2. Gruppenspieltag                                                 | | |                    |
| Dienstag, 29. August 1972 um 16:30 Uhr in Ingolstadt (ESV-Stadion) | | |                    |
| Zuschauer: 3.000                                                   | | |                    |
| Schiedsrichter: Henry Øberg ( Norwegen)                            | | |                    |
| Spielbericht                                                       | | |                    |

#### BR Deutschland – Vereinigte Staaten 7:0 (2:0)
| BR Deutschland                                                       | BR Deutschland | Vereinigte Staaten | Vereinigte Staaten |
| -------------------------------------------------------------------- | --- | --- | ------------------ |
| BR Deutschland                                                       | \| 3. Gruppenspieltag \| \| Donnerstag, 31. August 1972 um 20:00 Uhr in München (Olympiastadion) \| \| Zuschauer: 65.000 \| \| Schiedsrichter: Marco Antonio Dorantes Garcia ( Mexiko) \| \| Spielbericht \|                                   | \| 3. Gruppenspieltag \| \| Donnerstag, 31. August 1972 um 20:00 Uhr in München (Olympiastadion) \| \| Zuschauer: 65.000 \| \| Schiedsrichter: Marco Antonio Dorantes Garcia ( Mexiko) \| \| Spielbericht \|     | Vereinigte Staaten |
| BR Deutschland                                                       | Günter Wienhold – Friedhelm Haebermann – Heiner Baltes (67. Dieter Mietz), Egon Schmitt , Hartwig Bleidick – Hermann Bitz, Jürgen Kalb, Bernd Nickel – Uli Hoeneß, Ottmar Hitzfeld, Ronald Worm (78. Rudolf Seliger) Cheftrainer: Jupp Derwall | Shep Messing – Neil Stam – Casey Bahr, Horst Stemke , Wally Ziaja – Joe Hamm, Arthur Demling, Al Trost – Archie Roboostoff, Steve Gay (71. Jim Zylker), Mike Flater (62. Mike Margulis) Cheftrainer: Bob Guelker | Vereinigte Staaten |
| BR Deutschland                                                       | 1:0 Nickel (17.) 2:0 Nickel (43.) 3:0 Hitzfeld (47.) 4:0 Seliger (62.) 5:0 Nickel (70.) 6:0 Bitz (79.) 7:0 Nickel (86.) | | Vereinigte Staaten |
| 3. Gruppenspieltag                                                   | | |                    |
| Donnerstag, 31. August 1972 um 20:00 Uhr in München (Olympiastadion) | | |                    |
| Zuschauer: 65.000                                                    | | |                    |
| Schiedsrichter: Marco Antonio Dorantes Garcia ( Mexiko)              | | |                    |
| Spielbericht                                                         | | |                    |

#### Marokko – Malaysia 6:0 (4:0)
| Marokko                                                              | Marokko | Malaysia | Malaysia |
| -------------------------------------------------------------------- | --- | --- | -------- |
| Marokko                                                              | \| 3. Gruppenspieltag \| \| Donnerstag, 31. August 1972 um 16:30 Uhr in Ingolstadt (ESV-Stadion) \| \| Zuschauer: 2.500 \| \| Schiedsrichter: Károly Palotai ( Ungarn) \| \| Spielbericht \|                                                                                       | \| 3. Gruppenspieltag \| \| Donnerstag, 31. August 1972 um 16:30 Uhr in Ingolstadt (ESV-Stadion) \| \| Zuschauer: 2.500 \| \| Schiedsrichter: Károly Palotai ( Ungarn) \| \| Spielbericht \|                                        | Malaysia |
| Marokko                                                              | Mohamed Hazzaz – Ahmed Najah (61. Abdelfattah Jafri) – Boujemaâ Benkhrif (22. Mustapha Yaghcha), Abdallah Lamrani, Larbi lhardane – Ahmed Mohamed Tati, Mohamed El Filali, Khalifa Elbakhti – Abdallah Tazi, Ahmed Faras, Abdelmajid Hadry Cheftrainer: Sabino Barinaga ( Spanien) | Kam Fook Wong (27. Fung Lee Lim) – Mohamed Chandran – Abdullah Othmann, Chin Aun Soh, Namat Abdullah – Wan Zawawi, Hussein Hamzah, Choon Wah Wong – Ibrahim Salleh, Abdullah Shaharuddin, Loon Teik Looi Cheftrainer: Che Din Jalil | Malaysia |
| Marokko                                                              | 1:0 Benkhrif (16.) 2:0 Faras (19.) 3:0 Faras (21.) 4:0 Faras (25.) 5:0 El Filali (56.) 6:0 Tati (85.) | | Malaysia |
| 3. Gruppenspieltag                                                   | | |          |
| Donnerstag, 31. August 1972 um 16:30 Uhr in Ingolstadt (ESV-Stadion) | | |          |
| Zuschauer: 2.500                                                     | | |          |
| Schiedsrichter: Károly Palotai ( Ungarn)                             | | |          |
| Spielbericht                                                         | | |          |

### Gruppe 2
| Pl. | Land        | Sp. | S | U | N | Tore    | Diff. | Punkte |
| --- | ----------- | --- | - | - | - | ------- | ----- | ------ |
| 1.  | Sowjetunion | 3   | 3 | 0 | 0 | 007:200 | +5    | 06:0   |
| 2.  | Mexiko      | 3   | 2 | 0 | 1 | 003:400 | −1    | 04:20  |
| 3.  | Birma       | 3   | 1 | 0 | 2 | 002:200 | ±0    | 02:40  |
| 4.  | Sudan       | 3   | 0 | 0 | 3 | 001:500 | −4    | 0:60   |

#### Sowjetunion – Birma 1:0 (0:0)
| Sowjetunion                                                      | Sowjetunion | Birma | Birma |
| ---------------------------------------------------------------- | --- | --- | ----- |
| Sowjetunion                                                      | \| 1. Gruppenspieltag \| \| Montag, 28. August 1972 um 16:30 Uhr in Regensburg (Jahnstadion) \| \| Zuschauer: 6.000 \| \| Schiedsrichter: Jafar Namdar ( Iran) \| \| Spielbericht \| | \| 1. Gruppenspieltag \| \| Montag, 28. August 1972 um 16:30 Uhr in Regensburg (Jahnstadion) \| \| Zuschauer: 6.000 \| \| Schiedsrichter: Jafar Namdar ( Iran) \| \| Spielbericht \| | Birma |
| Sowjetunion                                                      | Jewgeni Rudakow – József Szabó – Rewas Dsodsuaschwili, Wolodymyr Kaplytschnyj, Jurij Istomyn – Wiktor Kolotow, Anatolij Kuksow, Arkadi Andreasjan (88. Howhannes Sanasanjan) – Gennadi Jewrjuschichin, Jurij Jelissjejew, Wolodymyr Onyschtschenko (68. Oleh Blochin) Cheftrainer: Alexander Ponomarjow | Aung Tin – Win Nyunt Myo – Tin Maung Maung, Sein Tin, Aye San – Maung Aye I, Maung Aye II, Nyunt Ye – Maung Win, Soe Than, Aung Moe Thin (68. Kyu Myint) Cheftrainer: U Seing Hlaing | Birma |
| Sowjetunion                                                      | 1:0 Kolotow (51.) | | Birma |
| 1. Gruppenspieltag                                               | | |       |
| Montag, 28. August 1972 um 16:30 Uhr in Regensburg (Jahnstadion) | | |       |
| Zuschauer: 6.000                                                 | | |       |
| Schiedsrichter: Jafar Namdar ( Iran)                             | | |       |
| Spielbericht                                                     | | |       |

#### Mexiko – Sudan 1:0 (1:0)
| Mexiko                                                                 | Mexiko | Sudan | Sudan |
| ---------------------------------------------------------------------- | --- | --- | ----- |
| Mexiko                                                                 | \| 1. Gruppenspieltag \| \| Montag, 28. August 1972 um 16:30 Uhr in Nürnberg (Städtisches Stadion) \| \| Zuschauer: 500 \| \| Schiedsrichter: Francesco Francescon ( Italien) \| \| Spielbericht \|                                                               | \| 1. Gruppenspieltag \| \| Montag, 28. August 1972 um 16:30 Uhr in Nürnberg (Städtisches Stadion) \| \| Zuschauer: 500 \| \| Schiedsrichter: Francesco Francescon ( Italien) \| \| Spielbericht \|                                                                                                 | Sudan |
| Mexiko                                                                 | Horacio Sánchez – José Luis Trejo – Jesus Rico, Juan Manuel Álvarez Álvarez, Enrique Martin del Campo – Alejandro Hernández, Fernando Blanco, Lorenzo Reyes (84. José Ángel Talavera) – Manuel Manzo, Alejandro Peña, Leonardo Cuéllar Cheftrainer: Diego Mercado | Mohamed Ali Abdelfatah – Suliman Gafar Mohamed – Elmannan Mohsin Atta, Salim Mamoud Said, Hassan Nagmeldin – Ahmed Bushra Wahba, Ahmed Mohamed Elbashir (50. Ahmed Abdo Mustafa), Bushara Abdeladief – Adam Mohamed Izzeldin, Gaksa Nasreldin Abas, Omer Ali Hasabelrasoul Cheftrainer: Abbel Fatah | Sudan |
| Mexiko                                                                 | 1:0 Manzo (16.) | | Sudan |
| Mexiko                                                                 | Álvarez | Izzeldin, Nagmeldin | Sudan |
| 1. Gruppenspieltag                                                     | | |       |
| Montag, 28. August 1972 um 16:30 Uhr in Nürnberg (Städtisches Stadion) | | |       |
| Zuschauer: 500                                                         | | |       |
| Schiedsrichter: Francesco Francescon ( Italien)                        | | |       |
| Spielbericht                                                           | | |       |

#### Sowjetunion – Sudan 2:1 (2:0)
| Sowjetunion                                                        | Sowjetunion | Sudan | Sudan |
| ------------------------------------------------------------------ | --- | --- | ----- |
| Sowjetunion                                                        | \| 2. Gruppenspieltag \| \| Mittwoch, 30. August 1972 um 17:30 Uhr in München (Olympiastadion) \| \| Zuschauer: 25.000 \| \| Schiedsrichter: Ferdinand Biwersi ( BR Deutschland) \| \| Spielbericht \| | \| 2. Gruppenspieltag \| \| Mittwoch, 30. August 1972 um 17:30 Uhr in München (Olympiastadion) \| \| Zuschauer: 25.000 \| \| Schiedsrichter: Ferdinand Biwersi ( BR Deutschland) \| \| Spielbericht \|                                                                                          | Sudan |
| Sowjetunion                                                        | Jewgeni Rudakow – József Szabó – Rewas Dsodsuaschwili, Wolodymyr Kaplytschnyj, Jurij Istomyn (46. Jewgeni Lowtschew) – Wiktor Kolotow, Anatolij Kuksow, Howhannes Sanasanjan – Gennadi Jewrjuschichin, Jurij Jelissjejew, Wolodymyr Onyschtschenko (54. Murtas Churzilawa) Cheftrainer: Alexander Ponomarjow | Mohamed Ali Abdelfatah – Suliman Gafar Mohamed – Mohamed Elsir Abdalla (82. Adam Mohamed Izzeldin), Salim Mamoud Said, Hassan Nagmeldin – Ahmed Bushra Wahba, Mohamed Sharafeldin, Bushara Abdeladief – Elmannan Mohsin Atta, Gaksa Nasreldin Abas, Ahmed Abdo Mustafa Cheftrainer: Abbel Fatah | Sudan |
| Sowjetunion                                                        | 1:0 Jewrjuschichin (42., Foulelfmeter) 2:0 Sanasanjan (44.) | 2:1 Nasreldin Abas (59.) | Sudan |
| Sowjetunion                                                        | Salim Mamoud Said | | Sudan |
| 2. Gruppenspieltag                                                 | | |       |
| Mittwoch, 30. August 1972 um 17:30 Uhr in München (Olympiastadion) | | |       |
| Zuschauer: 25.000                                                  | | |       |
| Schiedsrichter: Ferdinand Biwersi ( BR Deutschland)                | | |       |
| Spielbericht                                                       | | |       |

#### Mexiko – Birma 1:0 (0:0)
| Mexiko                                                                   | Mexiko | Birma | Birma |
| ------------------------------------------------------------------------ | --- | --- | ----- |
| Mexiko                                                                   | \| 2. Gruppenspieltag \| \| Mittwoch, 30. August 1972 um 16:30 Uhr in Nürnberg (Städtisches Stadion) \| \| Zuschauer: 1.000 \| \| Schiedsrichter: Robert Quarshie ( Ghana) \| \| Spielbericht \|                                                               | \| 2. Gruppenspieltag \| \| Mittwoch, 30. August 1972 um 16:30 Uhr in Nürnberg (Städtisches Stadion) \| \| Zuschauer: 1.000 \| \| Schiedsrichter: Robert Quarshie ( Ghana) \| \| Spielbericht \| | Birma |
| Mexiko                                                                   | Horacio Sánchez – José Luis Trejo – Jesus Rico, Juan Manuel Álvarez Álvarez, Enrique Martin del Campo – Alejandro Hernández, Fernando Blanco, Lorenzo Reyes (46. José Ángel Talavera) – Manuel Manzo, Daniel Razo, Leonardo Cuéllar Cheftrainer: Diego Mercado | Aung Tin – Win Nyunt Myo – Tin Maung Maung, Sein Tin, Aye San – Maung Aye I, Maung Aye II, Nyunt Ye (86. Maung Lay Khin) – Maung Win, Soe Than, Aung Moe Thin Cheftrainer: U Seing Hlaing        | Birma |
| Mexiko                                                                   | 1:0 Cuéllar (86.) | | Birma |
| 2. Gruppenspieltag                                                       | | |       |
| Mittwoch, 30. August 1972 um 16:30 Uhr in Nürnberg (Städtisches Stadion) | | |       |
| Zuschauer: 1.000                                                         | | |       |
| Schiedsrichter: Robert Quarshie ( Ghana)                                 | | |       |
| Spielbericht                                                             | | |       |

#### Sowjetunion – Mexiko 4:1 (3:0)
| Sowjetunion                                                         | Sowjetunion | Mexiko | Mexiko |
| ------------------------------------------------------------------- | --- | --- | ------ |
| Sowjetunion                                                         | \| 3. Gruppenspieltag \| \| Freitag, 1. September 1972 um 16:30 Uhr in Regensburg (Jahnstadion) \| \| Zuschauer: 8.000 \| \| Schiedsrichter: Luis Pestarino ( Argentinien) \| \| Spielbericht \|                                                                                                | \| 3. Gruppenspieltag \| \| Freitag, 1. September 1972 um 16:30 Uhr in Regensburg (Jahnstadion) \| \| Zuschauer: 8.000 \| \| Schiedsrichter: Luis Pestarino ( Argentinien) \| \| Spielbericht \|                                                                              | Mexiko |
| Sowjetunion                                                         | Jewgeni Rudakow (74. Wolodymyr Pilhuj) – Murtas Churzilawa – Jurij Istomyn, Wolodymyr Kaplytschnyj (46. Sergei Olschanski), Jewgeni Lowtschew – Howhannes Sanasanjan, Anatolij Kuksow, Arkadi Andreasjan – Andrei Jakubik, Wjatscheslaw Semenow, Oleh Blochin Cheftrainer: Alexander Ponomarjow | Rogelio Ruiz – José Luis Trejo – Francisco Barba, Salvador Márquez, Enrique Martin del Campo (83. Jesus Rico) – Manuel Borja, Juan Manuel Álvarez Álvarez (46. Manuel Manzo), José Ángel Talavera – Alfredo Hernández, Daniel Razo, David Regalado Cheftrainer: Diego Mercado | Mexiko |
| Sowjetunion                                                         | 1:0 Blochin (7.) 2:0 Blochin (13.) 3:0 Blochin (14.) 4:0 Semjonow (58.) | 4:1 Razo (60.) | Mexiko |
| Sowjetunion                                                         | Kaplytschnyj | Borja | Mexiko |
| 3. Gruppenspieltag                                                  | | |        |
| Freitag, 1. September 1972 um 16:30 Uhr in Regensburg (Jahnstadion) | | |        |
| Zuschauer: 8.000                                                    | | |        |
| Schiedsrichter: Luis Pestarino ( Argentinien)                       | | |        |
| Spielbericht                                                        | | |        |

#### Birma – Sudan 2:0 (1:0)
| Birma                                                                 | Birma | Sudan | Sudan |
| --------------------------------------------------------------------- | --- | --- | ----- |
| Birma                                                                 | \| 3. Gruppenspieltag \| \| Freitag, 1. September 1972 um 16:30 Uhr in Passau (Dreiflüssestadion) \| \| Zuschauer: 2.000 \| \| Schiedsrichter: Marian Srodecki ( Polen) \| \| Spielbericht \| | \| 3. Gruppenspieltag \| \| Freitag, 1. September 1972 um 16:30 Uhr in Passau (Dreiflüssestadion) \| \| Zuschauer: 2.000 \| \| Schiedsrichter: Marian Srodecki ( Polen) \| \| Spielbericht \|                                                                                                   | Sudan |
| Birma                                                                 | Aung Tin – Win Nyunt Myo – Tin Maung Maung, Sein Tin, Aye San – Maung Aye I, Maung Aye II, Nyunt Ye – Maung Win, Soe Than, Aung Moe Thin Cheftrainer: U Seing Hlaing                          | Mohamed Ali Abdelfatah – Suliman Gafar Mohamed – Mohamed Elsir Abdalla, Salim Mamoud Said, Hassan Nagmeldin – Ahmed Bushra Wahba (62. Adam Mohamed Izzeldin), Mohamed Sharafeldin, Bushara Abdeladief – Elmannan Mohsin Atta, Gaksa Nasreldin Abas, Ahmed Abdo Mustafa Cheftrainer: Abbel Fatah | Sudan |
| Birma                                                                 | 1:0 Soe Than (7.) 2:0 Maung Aye II (61.) | | Sudan |
| 3. Gruppenspieltag                                                    | | |       |
| Freitag, 1. September 1972 um 16:30 Uhr in Passau (Dreiflüssestadion) | | |       |
| Zuschauer: 2.000                                                      | | |       |
| Schiedsrichter: Marian Srodecki ( Polen)                              | | |       |
| Spielbericht                                                          | | |       |

### Gruppe 3
| Pl. | Land      | Sp. | S | U | N | Tore    | Diff. | Punkte |
| --- | --------- | --- | - | - | - | ------- | ----- | ------ |
| 1.  | Ungarn    | 3   | 2 | 1 | 0 | 009:200 | +7    | 05:10  |
| 2.  | Dänemark  | 3   | 2 | 0 | 1 | 007:400 | +3    | 04:20  |
| 3.  | Iran      | 3   | 1 | 0 | 2 | 001:900 | −8    | 02:40  |
| 4.  | Brasilien | 3   | 0 | 1 | 2 | 004:600 | −2    | 01:50  |

#### Ungarn – Iran 5:0 (1:0)
| Ungarn                                                                  | Ungarn | Iran | Iran |
| ----------------------------------------------------------------------- | --- | --- | ---- |
| Ungarn                                                                  | \| 1. Gruppenspieltag \| \| Sonntag, 27. August 1972 um 15:00 Uhr in Nürnberg (Städtisches Stadion) \| \| Zuschauer: 2.000 \| \| Schiedsrichter: Guillermo Velásquez ( Kolumbien) \| \| Spielbericht \|                                 | \| 1. Gruppenspieltag \| \| Sonntag, 27. August 1972 um 15:00 Uhr in Nürnberg (Städtisches Stadion) \| \| Zuschauer: 2.000 \| \| Schiedsrichter: Guillermo Velásquez ( Kolumbien) \| \| Spielbericht \|                                        | Iran |
| Ungarn                                                                  | István Géczi (70. Ádám Rothermel) – Miklós Páncsics – Péter Vépi, József Kovács, Péter Juhász – Csaba Vidáts, Lajos Szűcs, Lajos Kocsis (76. László Branikovits) – Mihály Kozma, Antal Dunai, Béla Várady Cheftrainer: Rudolf Illovszky | Mansour Rashidi – Ebrahim Ashtiyani – Jafar Ashraf Kashani, Magid Halvaei, Akbar Kargarjam – Mohamad Sadeghi, Parviz Ghelichkhani, Ali Parvin, Ali Jabbari (63. Gholam Vafakhah) – Safar Iranpak, Asghar Sharafi Cheftrainer: Mohammad Ranjbar | Iran |
| Ungarn                                                                  | 1:0 A. Dunai (31.) 2:0 A. Dunai (48.) 3:0 Várady (52.) 4:0 Kozma (81.) 5:0 A. Dunai (90.+1) | | Iran |
| 1. Gruppenspieltag                                                      | | |      |
| Sonntag, 27. August 1972 um 15:00 Uhr in Nürnberg (Städtisches Stadion) | | |      |
| Zuschauer: 2.000                                                        | | |      |
| Schiedsrichter: Guillermo Velásquez ( Kolumbien)                        | | |      |
| Spielbericht                                                            | | |      |

#### Dänemark – Brasilien 3:2 (1:0)
| Dänemark                                                            | Dänemark | Brasilien | Brasilien |
| ------------------------------------------------------------------- | --- | --- | --------- |
| Dänemark                                                            | \| 1. Gruppenspieltag \| \| Sonntag, 27. August 1972 um 15:00 Uhr in Passau (Dreiflüssestadion) \| \| Zuschauer: 10.000 \| \| Schiedsrichter: Pawel Kasakow ( Sowjetunion) \| \| Spielbericht \|                                                 | \| 1. Gruppenspieltag \| \| Sonntag, 27. August 1972 um 15:00 Uhr in Passau (Dreiflüssestadion) \| \| Zuschauer: 10.000 \| \| Schiedsrichter: Pawel Kasakow ( Sowjetunion) \| \| Spielbericht \| | Brasilien |
| Dänemark                                                            | Mogens Therkildsen – Svend Andresen – Flemming Ahlberg, Per Røntved , Jørgen Rasmussen – Hans Ewald Hansen (58. Sten Ziegler), Jack Hansen, Kristen Nygaard – Allan Simonsen, Heino Hansen, Keld Bak Cheftrainer: Rudolf Strittich ( Österreich) | Nielsen – Osmar – Fred, Terezo, Ângelo (46. Falcão) – Pedrinho (62. Zé Carlos), Rubens Galaxe, Celsinho – Washington, Dirceu, Manoel Cheftrainer: Antoninho                                      | Brasilien |
| Dänemark                                                            | 1:0 Simonsen (28.) 2:0 Røntved (50.) 3:2 Simonsen (83.) | 2:1 Dirceu (68.) 2:2 Zé Carlos (69.) | Brasilien |
| 1. Gruppenspieltag                                                  | | |           |
| Sonntag, 27. August 1972 um 15:00 Uhr in Passau (Dreiflüssestadion) | | |           |
| Zuschauer: 10.000                                                   | | |           |
| Schiedsrichter: Pawel Kasakow ( Sowjetunion)                        | | |           |
| Spielbericht                                                        | | |           |

#### Ungarn – Brasilien 2:2 (1:0)
| Ungarn                                                             | Ungarn | Brasilien | Brasilien |
| ------------------------------------------------------------------ | --- | --- | --------- |
| Ungarn                                                             | \| 2. Gruppenspieltag \| \| Dienstag, 29. August 1972 um 17:30 Uhr in München (Olympiastadion) \| \| Zuschauer: 50.000 \| \| Schiedsrichter: William Mullan ( Schottland) \| \| Spielbericht \|                              | \| 2. Gruppenspieltag \| \| Dienstag, 29. August 1972 um 17:30 Uhr in München (Olympiastadion) \| \| Zuschauer: 50.000 \| \| Schiedsrichter: William Mullan ( Schottland) \| \| Spielbericht \| | Brasilien |
| Ungarn                                                             | István Géczi – Miklós Páncsics – Péter Vépi, József Kovács, Péter Juhász – Csaba Vidáts, Lajos Szűcs (67. László Bálint), Lajos Kocsis – Mihály Kozma (70. Lajos Kű), Antal Dunai, Béla Várady Cheftrainer: Rudolf Illovszky | Nielsen – Osmar – Abel, Terezo, Falcão – Pedrinho, Rubens Galaxe, Celsinho (67. Bolivar) – Washington (46. Zé Carlos), Dirceu, Manoel Cheftrainer: Antoninho                                    | Brasilien |
| Ungarn                                                             | 1:0 A. Dunai (4.) 2:2 Juhász (84.) | 1:1 Pedrinho (67.) 1:2 Dirceu (73.) | Brasilien |
| Ungarn                                                             | Osmar | | Brasilien |
| 2. Gruppenspieltag                                                 | | |           |
| Dienstag, 29. August 1972 um 17:30 Uhr in München (Olympiastadion) | | |           |
| Zuschauer: 50.000                                                  | | |           |
| Schiedsrichter: William Mullan ( Schottland)                       | | |           |
| Spielbericht                                                       | | |           |

#### Dänemark – Iran 4:0 (3:0)
| Dänemark                                                            | Dänemark | Iran | Iran |
| ------------------------------------------------------------------- | --- | --- | ---- |
| Dänemark                                                            | \| 2. Gruppenspieltag \| \| Dienstag, 29. August 1972 um 16:30 Uhr in Augsburg (Rosenaustadion) \| \| Zuschauer: 3.500 \| \| Schiedsrichter: Abdelkrim Ziani ( Marokko) \| \| Spielbericht \|                                                                             | \| 2. Gruppenspieltag \| \| Dienstag, 29. August 1972 um 16:30 Uhr in Augsburg (Rosenaustadion) \| \| Zuschauer: 3.500 \| \| Schiedsrichter: Abdelkrim Ziani ( Marokko) \| \| Spielbericht \|                                                | Iran |
| Dänemark                                                            | Mogens Therkildsen – Svend Andresen – Flemming Ahlberg, Per Røntved , Jørgen Rasmussen (69. Flemming Petersen) – Hans Ewald Hansen (46. Max Rasmussen), Jack Hansen, Kristen Nygaard – Allan Simonsen, Heino Hansen, Keld Bak Cheftrainer: Rudolf Strittich ( Österreich) | Mansour Rashidi – Ebrahim Ashtiyani – Mehdi Monajati (34. Mahmoud Khordbeen), Magid Halvaei, Akbar Kargarjam – Mohamad Sadeghi, Parviz Ghelichkhani, Ali Parvin, Gholam Vafakhah – Javad Ghorab, Safar Iranpak Cheftrainer: Mohammad Ranjbar | Iran |
| Dänemark                                                            | 1:0 Heino Hansen (16.) 2:0 Simonsen (39.) 3:0 Nygaard (44.) 4:0 Heino Hansen (58.) | | Iran |
| Dänemark                                                            | Nygaard | Halvaei | Iran |
| 2. Gruppenspieltag                                                  | | |      |
| Dienstag, 29. August 1972 um 16:30 Uhr in Augsburg (Rosenaustadion) | | |      |
| Zuschauer: 3.500                                                    | | |      |
| Schiedsrichter: Abdelkrim Ziani ( Marokko)                          | | |      |
| Spielbericht                                                        | | |      |

#### Iran – Brasilien 1:0 (0:0)
| Iran                                                                 | Iran | Brasilien | Brasilien |
| -------------------------------------------------------------------- | --- | --- | --------- |
| Iran                                                                 | \| 3. Gruppenspieltag \| \| Donnerstag, 31. August 1972 um 16:30 Uhr in Regensburg (Jahnstadion) \| \| Zuschauer: 2.200 \| \| Schiedsrichter: Gerhard Schulenburg ( BR Deutschland) \| \| Spielbericht \|                                               | \| 3. Gruppenspieltag \| \| Donnerstag, 31. August 1972 um 16:30 Uhr in Regensburg (Jahnstadion) \| \| Zuschauer: 2.200 \| \| Schiedsrichter: Gerhard Schulenburg ( BR Deutschland) \| \| Spielbericht \| | Brasilien |
| Iran                                                                 | Mansour Rashidi – Ebrahim Ashtiyani – Jafar Ashraf Kashani, Magid Halvaei, Akbar Kargarjam – Mehdi Lari Lavasani, Parviz Ghelichkhani, Ali Parvin, Gholam Vafakhah – Safar Iranpak (81. Alireza Azizi), Mahmoud Khordbeen Cheftrainer: Mohammad Ranjbar | Nielsen – Vagner – Abel, Terezo, Falcão (31. Ângelo) – Bolivar, Rubens Galaxe, Dirceu – Zé Carlos, Roberto Dinamite (46. Washington), Manoel Cheftrainer: Antoninho                                       | Brasilien |
| Iran                                                                 | 1:0 Halvaei (63.) | | Brasilien |
| Iran                                                                 | Vagner | | Brasilien |
| 3. Gruppenspieltag                                                   | | |           |
| Donnerstag, 31. August 1972 um 16:30 Uhr in Regensburg (Jahnstadion) | | |           |
| Zuschauer: 2.200                                                     | | |           |
| Schiedsrichter: Gerhard Schulenburg ( BR Deutschland)                | | |           |
| Spielbericht                                                         | | |           |

#### Ungarn – Dänemark 2:0 (1:0)
| Ungarn                                                                | Ungarn | Dänemark | Dänemark |
| --------------------------------------------------------------------- | --- | --- | -------- |
| Ungarn                                                                | \| 3. Gruppenspieltag \| \| Donnerstag, 31. August 1972 um 16:30 Uhr in Augsburg (Rosenaustadion) \| \| Zuschauer: 8.500 \| \| Schiedsrichter: Poh Hwa Oei ( Malaysia) \| \| Spielbericht \|                            | \| 3. Gruppenspieltag \| \| Donnerstag, 31. August 1972 um 16:30 Uhr in Augsburg (Rosenaustadion) \| \| Zuschauer: 8.500 \| \| Schiedsrichter: Poh Hwa Oei ( Malaysia) \| \| Spielbericht \|                                                          | Dänemark |
| Ungarn                                                                | István Géczi – Miklós Páncsics – Péter Vépi, László Bálint, Péter Juhász – Ede Dunai, Lajos Szűcs, Lajos Kocsis (46. Lajos Kű) – Mihály Kozma (77. Kálmán Tóth), Antal Dunai, Béla Várady Cheftrainer: Rudolf Illovszky | Mogens Therkildsen (46. Heinz Hildebrandt) – Svend Andresen – Flemming Ahlberg, Per Røntved , Jørgen Rasmussen – Hans Ewald Hansen, Jack Hansen, Kristen Nygaard – Allan Simonsen, Heino Hansen, Keld Bak Cheftrainer: Rudolf Strittich ( Österreich) | Dänemark |
| Ungarn                                                                | 1:0 E. Dunai (17.) 2:0 E. Dunai (84.) | | Dänemark |
| Ungarn                                                                | Páncsics, Juhász, Szűcs | Røntved, Simonsen | Dänemark |
| 3. Gruppenspieltag                                                    | | |          |
| Donnerstag, 31. August 1972 um 16:30 Uhr in Augsburg (Rosenaustadion) | | |          |
| Zuschauer: 8.500                                                      | | |          |
| Schiedsrichter: Poh Hwa Oei ( Malaysia)                               | | |          |
| Spielbericht                                                          | | |          |

### Gruppe 4
| Pl. | Land      | Sp. | S | U | N | Tore    | Diff. | Punkte |
| --- | --------- | --- | - | - | - | ------- | ----- | ------ |
| 1.  | Polen     | 3   | 3 | 0 | 0 | 011:200 | +9    | 06:0   |
| 2.  | DDR       | 3   | 2 | 0 | 1 | 011:300 | +8    | 04:20  |
| 3.  | Kolumbien | 3   | 1 | 0 | 2 | 005:120 | −7    | 02:40  |
| 4.  | Ghana     | 3   | 0 | 0 | 3 | 001:110 | −10   | 0:60   |

#### DDR – Ghana 4:0 (2:0)
| DDR                                                              | DDR | Ghana | Ghana |
| ---------------------------------------------------------------- | --- | --- | ----- |
| DDR                                                              | \| 1. Gruppenspieltag \| \| Montag, 28. August 1972 um 17:30 Uhr in München (Olympiastadion) \| \| Zuschauer: 40.000 \| \| Schiedsrichter: Michael Wuertz ( Vereinigte Staaten) \| \| Spielbericht \|                                                               | \| 1. Gruppenspieltag \| \| Montag, 28. August 1972 um 17:30 Uhr in München (Olympiastadion) \| \| Zuschauer: 40.000 \| \| Schiedsrichter: Michael Wuertz ( Vereinigte Staaten) \| \| Spielbericht \|               | Ghana |
| DDR                                                              | Jürgen Croy – Manfred Zapf – Lothar Kurbjuweit (69. Harald Irmscher), Konrad Weise, Siegmar Wätzlich – Jürgen Pommerenke, Bernd Bransch , Hans-Jürgen Kreische – Jürgen Sparwasser, Peter Ducke, Joachim Streich (75. Ralf Schulenberg) Cheftrainer: Georg Buschner | Essul Badu Mensah – John Eshun – Armah Akuetteh, Alex Mingle, Oliver Acquah – Kwasi Owusu, Samuel Yaw, Ibrahim Sunday – Osei Kofi (72. Peter Lamptey), Abukari Gariba, Malik Jabir Cheftrainer: Charles Kumi Gyamfi | Ghana |
| DDR                                                              | 1:0 Kreische (19.) 2:0 Streich (45.) 3:0 Sparwasser (66.) 4:0 Kreische (89.) | | Ghana |
| 1. Gruppenspieltag                                               | | |       |
| Montag, 28. August 1972 um 17:30 Uhr in München (Olympiastadion) | | |       |
| Zuschauer: 40.000                                                | | |       |
| Schiedsrichter: Michael Wuertz ( Vereinigte Staaten)             | | |       |
| Spielbericht                                                     | | |       |

#### Polen – Kolumbien 5:1 (3:0)
| Polen                                                            | Polen | Kolumbien | Kolumbien |
| ---------------------------------------------------------------- | --- | --- | --------- |
| Polen                                                            | \| 1. Gruppenspieltag \| \| Montag, 28. August 1972 um 16:30 Uhr in Ingolstadt (ESV-Stadion) \| \| Zuschauer: 4.000 \| \| Schiedsrichter: Ahmed Gindil Salhi ( Sudan) \| \| Spielbericht \|                                                             | \| 1. Gruppenspieltag \| \| Montag, 28. August 1972 um 16:30 Uhr in Ingolstadt (ESV-Stadion) \| \| Zuschauer: 4.000 \| \| Schiedsrichter: Ahmed Gindil Salhi ( Sudan) \| \| Spielbericht \|                                                                           | Kolumbien |
| Polen                                                            | Hubert Kostka – Jerzy Gorgoń – Antoni Szymanowski, Zygmunt Anczok, Lesław Ćmikiewicz – Zygfryd Szołtysik (82. Jerzy Kraska), Kazimierz Deyna, Zygmunt Maszczyk – Włodzimierz Lubański , Robert Gadocha, Kazimierz Kmiecik Cheftrainer: Kazimierz Górski | Antonio Rivas – Gerardo Moncada – Dumas Guette, Orlando Rivas, Alvaro Calle – Domingo Gonzales (46. Fabio Espinosa), Willington Palacios, Ernesto Díaz (46. Ángel Torres) – Alvaro Santamaria, Carlos Lugo, Jaime Moron Cheftrainer: Todor Veselinović ( Jugoslawien) | Kolumbien |
| Polen                                                            | 1:0 Deyna (16.) 2:0 Deyna (32.) 3:0 Gadocha (42.) 4:0 Gadocha (49.) 5:1 Gadocha (72.) | 4:1 Moron (63.) | Kolumbien |
| Polen                                                            | Szołtysik | Espinosa | Kolumbien |
| 1. Gruppenspieltag                                               | | |           |
| Montag, 28. August 1972 um 16:30 Uhr in Ingolstadt (ESV-Stadion) | | |           |
| Zuschauer: 4.000                                                 | | |           |
| Schiedsrichter: Ahmed Gindil Salhi ( Sudan)                      | | |           |
| Spielbericht                                                     | | |           |

#### Polen – Ghana 4:0 (1:0)
| Polen                                                              | Polen | Ghana | Ghana |
| ------------------------------------------------------------------ | --- | --- | ----- |
| Polen                                                              | \| 2. Gruppenspieltag \| \| Mittwoch, 30. August 1972 um 16:30 Uhr in Regensburg (Jahnstadion) \| \| Zuschauer: 2.200 \| \| Schiedsrichter: Lee Kan Chee ( Hongkong) \| \| Spielbericht \|                                                         | \| 2. Gruppenspieltag \| \| Mittwoch, 30. August 1972 um 16:30 Uhr in Regensburg (Jahnstadion) \| \| Zuschauer: 2.200 \| \| Schiedsrichter: Lee Kan Chee ( Hongkong) \| \| Spielbericht \|                            | Ghana |
| Polen                                                              | Hubert Kostka – Jerzy Gorgoń – Antoni Szymanowski, Zygmunt Anczok, Lesław Ćmikiewicz (46. Joachim Marx) – Zygmunt Maszczyk, Jerzy Kraska, Kazimierz Deyna – Włodzimierz Lubański , Robert Gadocha, Kazimierz Kmiecik Cheftrainer: Kazimierz Górski | Essul Badu Mensah – John Eshun – Edward Boye (46. Clifford Odame), Alex Mingle, Oliver Acquah – Joe Ghartey, Samuel Yaw, Ibrahim Sunday – Peter Lamptey, Abukari Gariba, Malik Jabir Cheftrainer: Charles Kumi Gyamfi | Ghana |
| Polen                                                              | 1:0 Lubański (40.) 2:0 Gadocha (59.) 3:0 Deyna (86.) 4:0 Gadocha (89.) | | Ghana |
| 2. Gruppenspieltag                                                 | | |       |
| Mittwoch, 30. August 1972 um 16:30 Uhr in Regensburg (Jahnstadion) | | |       |
| Zuschauer: 2.200                                                   | | |       |
| Schiedsrichter: Lee Kan Chee ( Hongkong)                           | | |       |
| Spielbericht                                                       | | |       |

#### DDR – Kolumbien 6:1 (4:1)
| DDR                                                                  | DDR | Kolumbien | Kolumbien |
| -------------------------------------------------------------------- | --- | --- | --------- |
| DDR                                                                  | \| 2. Gruppenspieltag \| \| Mittwoch, 30. August 1972 um 16:30 Uhr in Passau (Dreiflüssestadion) \| \| Zuschauer: 4.500 \| \| Schiedsrichter: Abdelkader Aouissi ( Algerien) \| \| Spielbericht \|                                                               | \| 2. Gruppenspieltag \| \| Mittwoch, 30. August 1972 um 16:30 Uhr in Passau (Dreiflüssestadion) \| \| Zuschauer: 4.500 \| \| Schiedsrichter: Abdelkader Aouissi ( Algerien) \| \| Spielbericht \|                                                               | Kolumbien |
| DDR                                                                  | Jürgen Croy – Manfred Zapf – Lothar Kurbjuweit, Konrad Weise, Siegmar Wätzlich – Jürgen Pommerenke (71. Harald Irmscher), Hans-Jürgen Kreische, Bernd Bransch – Jürgen Sparwasser, Peter Ducke (62. Eberhard Vogel), Joachim Streich Cheftrainer: Georg Buschner | Antonio Rivas – Gerardo Moncada – Dumas Guette, Orlando Rivas, Alvaro Calle – Fabio Espinosa, Rafael Reyes (57. Vicente Revellon), Willington Palacios, Ernesto Díaz – Carlos Lugo (46. Ángel Torres), Jaime Moron Cheftrainer: Todor Veselinović ( Jugoslawien) | Kolumbien |
| DDR                                                                  | 1:0 Streich (1.) 2:0 Sparwasser (9.) 3:0 Streich (10.) 4:0 Ducke (31.) 5:1 Vogel (85.) 6:1 Kreische (88., Foulelfmeter) | 4:1 Espinosa (38.) | Kolumbien |
| DDR                                                                  | Lugo | | Kolumbien |
| 2. Gruppenspieltag                                                   | | |           |
| Mittwoch, 30. August 1972 um 16:30 Uhr in Passau (Dreiflüssestadion) | | |           |
| Zuschauer: 4.500                                                     | | |           |
| Schiedsrichter: Abdelkader Aouissi ( Algerien)                       | | |           |
| Spielbericht                                                         | | |           |

#### Polen – DDR 2:1 (1:1)
| Polen                                                                     | Polen | DDR | DDR |
| ------------------------------------------------------------------------- | --- | --- | --- |
| Polen                                                                     | \| 3. Gruppenspieltag \| \| Freitag, 1. September 1972 um 16:30 Uhr in Nürnberg (Städtisches Stadion) \| \| Zuschauer: 10.000 \| \| Schiedsrichter: Werner Winsemann ( Kanada) \| \| Spielbericht \|                                                | \| 3. Gruppenspieltag \| \| Freitag, 1. September 1972 um 16:30 Uhr in Nürnberg (Städtisches Stadion) \| \| Zuschauer: 10.000 \| \| Schiedsrichter: Werner Winsemann ( Kanada) \| \| Spielbericht \|                                                             | DDR |
| Polen                                                                     | Hubert Kostka – Jerzy Gorgoń – Antoni Szymanowski, Zygmunt Anczok, Lesław Ćmikiewicz – Zbigniew Gut (82. Ryszard Szymczak), Jerzy Kraska, Marian Ostafiński – Kazimierz Deyna – Włodzimierz Lubański , Robert Gadocha Cheftrainer: Kazimierz Górski | Jürgen Croy – Manfred Zapf – Lothar Kurbjuweit (78. Jürgen Pommerenke), Konrad Weise, Siegmar Wätzlich (74. Eberhard Vogel) – Harald Irmscher, Hans-Jürgen Kreische, Bernd Bransch – Jürgen Sparwasser, Peter Ducke, Joachim Streich Cheftrainer: Georg Buschner | DDR |
| Polen                                                                     | 1:0 Gorgoń (6.) 2:1 Gorgoń (63.) | 1:1 Streich (45.) | DDR |
| Polen                                                                     | Wätzlich | | DDR |
| Polen                                                                     | Gadocha schießt beim Stand von 2:1 einen Foulelfmeter neben das Tor. | | DDR |
| 3. Gruppenspieltag                                                        | | |     |
| Freitag, 1. September 1972 um 16:30 Uhr in Nürnberg (Städtisches Stadion) | | |     |
| Zuschauer: 10.000                                                         | | |     |
| Schiedsrichter: Werner Winsemann ( Kanada)                                | | |     |
| Spielbericht                                                              | | |     |

#### Kolumbien – Ghana 3:1 (0:0)
| Kolumbien                                                           | Kolumbien | Ghana | Ghana |
| ------------------------------------------------------------------- | --- | --- | ----- |
| Kolumbien                                                           | \| 3. Gruppenspieltag \| \| Freitag, 1. September 1972 um 20:00 Uhr in München (Olympiastadion) \| \| Zuschauer: 25.000 \| \| Schiedsrichter: Kurt Tschenscher ( BR Deutschland) \| \| Spielbericht \|                                                                  | \| 3. Gruppenspieltag \| \| Freitag, 1. September 1972 um 20:00 Uhr in München (Olympiastadion) \| \| Zuschauer: 25.000 \| \| Schiedsrichter: Kurt Tschenscher ( BR Deutschland) \| \| Spielbericht \|                                  | Ghana |
| Kolumbien                                                           | Silvio Quintero – Gerardo Moncada – Rafael Reyes, Orlando Rivas, Vicente Revellon – Fabio Espinosa, Willington Palacios, Ernesto Díaz (77. Luis Montano) – Alvaro Santamaria (77. Carlos Lugo), Ángel Torres, Jaime Moron Cheftrainer: Todor Veselinović ( Jugoslawien) | Henry Lante France – John Eshun – Armah Akuetteh (63. Edward Boye), Alex Mingle, Clifford Odame – Kwasi Owusu, Samuel Yaw, Ibrahim Sunday – Osei Kofi (46. Peter Lamptey), Abukari Gariba, Malik Jabir Cheftrainer: Charles Kumi Gyamfi | Ghana |
| Kolumbien                                                           | 1:0 Moron (56.) 2:0 Torres (60.) 3:1 Montano (82.) | 2:1 Sunday (79.) | Ghana |
| Kolumbien                                                           | Moncada | Sunday | Ghana |
| 3. Gruppenspieltag                                                  | | |       |
| Freitag, 1. September 1972 um 20:00 Uhr in München (Olympiastadion) | | |       |
| Zuschauer: 25.000                                                   | | |       |
| Schiedsrichter: Kurt Tschenscher ( BR Deutschland)                  | | |       |
| Spielbericht                                                        | | |       |

## Zwischenrunde

### Gruppe A
| Pl. | Land           | Sp. | S | U | N | Tore    | Diff. | Punkte |
| --- | -------------- | --- | - | - | - | ------- | ----- | ------ |
| 1.  | Ungarn         | 3   | 3 | 0 | 0 | 008:100 | +7    | 06:0   |
| 2.  | DDR            | 3   | 2 | 0 | 1 | 010:400 | +6    | 04:20  |
| 3.  | BR Deutschland | 3   | 0 | 1 | 2 | 004:800 | −4    | 01:50  |
| 4.  | Mexiko         | 3   | 0 | 1 | 2 | 001:100 | −9    | 01:50  |

#### BR Deutschland – Mexiko 1:1 (1:0)
| BR Deutschland                                                            | BR Deutschland | Mexiko | Mexiko |
| ------------------------------------------------------------------------- | --- | --- | ------ |
| BR Deutschland                                                            | \| 1. Gruppenspieltag \| \| Sonntag, 3. September 1972 um 20:00 Uhr in Nürnberg (Städtisches Stadion) \| \| Zuschauer: 40.000 \| \| Schiedsrichter: Poh Hwa Oei ( Malaysia) \| \| Spielbericht \|                                             | \| 1. Gruppenspieltag \| \| Sonntag, 3. September 1972 um 20:00 Uhr in Nürnberg (Städtisches Stadion) \| \| Zuschauer: 40.000 \| \| Schiedsrichter: Poh Hwa Oei ( Malaysia) \| \| Spielbericht \|                                     | Mexiko |
| BR Deutschland                                                            | Günter Wienhold – Friedhelm Haebermann – Heiner Baltes, Egon Schmitt , Hartwig Bleidick – Hermann Bitz, Jürgen Kalb (77. Manfred Kaltz), Bernd Nickel – Uli Hoeneß, Ottmar Hitzfeld, Rudi Seliger (64. Ronald Worm) Cheftrainer: Jupp Derwall | Horacio Sánchez – José Luis Trejo – Jesus Rico, Juan Manuel Álvarez Álvarez, Enrique Martin del Campo – Alejandro Hernández, Fernando Blanco, Alejandro Peña – Manuel Manzo, Daniel Razo, Leonardo Cuéllar Cheftrainer: Diego Mercado | Mexiko |
| BR Deutschland                                                            | 1:0 Hitzfeld (5.) | 1:1 Cuéllar (69.) | Mexiko |
| BR Deutschland                                                            | Baltes | Álvarez | Mexiko |
| 1. Gruppenspieltag                                                        | | |        |
| Sonntag, 3. September 1972 um 20:00 Uhr in Nürnberg (Städtisches Stadion) | | |        |
| Zuschauer: 40.000                                                         | | |        |
| Schiedsrichter: Poh Hwa Oei ( Malaysia)                                   | | |        |
| Spielbericht                                                              | | |        |

#### Ungarn – DDR 2:0 (0:0)
| Ungarn                                                                | Ungarn | DDR | DDR |
| --------------------------------------------------------------------- | --- | --- | --- |
| Ungarn                                                                | \| 1. Gruppenspieltag \| \| Sonntag, 3. September 1972 um 15:00 Uhr in Passau (Dreiflüssestadion) \| \| Zuschauer: 8.500 \| \| Schiedsrichter: Armando Marques ( Brasilien) \| \| Spielbericht \|    | \| 1. Gruppenspieltag \| \| Sonntag, 3. September 1972 um 15:00 Uhr in Passau (Dreiflüssestadion) \| \| Zuschauer: 8.500 \| \| Schiedsrichter: Armando Marques ( Brasilien) \| \| Spielbericht \|                                                           | DDR |
| Ungarn                                                                | István Géczi – Miklós Páncsics – Péter Vépi, László Bálint, Péter Juhász – Ede Dunai, Lajos Szűcs, Lajos Kocsis (77. Lajos Kű) – Kálmán Tóth, Antal Dunai, Béla Várady Cheftrainer: Rudolf Illovszky | Jürgen Croy – Manfred Zapf – Frank Ganzera, Konrad Weise, Bernd Bransch – Wolfgang Seguin, Jürgen Pommerenke (70. Harald Irmscher), Hans-Jürgen Kreische – Jürgen Sparwasser, Peter Ducke (69. Eberhard Vogel), Joachim Streich Cheftrainer: Georg Buschner | DDR |
| Ungarn                                                                | 1:0 A. Dunai (60.) 2:0 Tóth (66.) | | DDR |
| Ungarn                                                                | Bálint, Kű | Ducke | DDR |
| 1. Gruppenspieltag                                                    | | |     |
| Sonntag, 3. September 1972 um 15:00 Uhr in Passau (Dreiflüssestadion) | | |     |
| Zuschauer: 8.500                                                      | | |     |
| Schiedsrichter: Armando Marques ( Brasilien)                          | | |     |
| Spielbericht                                                          | | |     |

#### DDR – Mexiko 7:0 (2:0)
| DDR                                                                  | DDR | Mexiko | Mexiko |
| -------------------------------------------------------------------- | --- | --- | ------ |
| DDR                                                                  | \| 2. Gruppenspieltag \| \| Dienstag, 5. September 1972 um 16:30 Uhr in Ingolstadt (ESV-Stadion) \| \| Zuschauer: 5.500 \| \| Schiedsrichter: Jafar Namdar ( Iran) \| \| Spielbericht \|                                                                      | \| 2. Gruppenspieltag \| \| Dienstag, 5. September 1972 um 16:30 Uhr in Ingolstadt (ESV-Stadion) \| \| Zuschauer: 5.500 \| \| Schiedsrichter: Jafar Namdar ( Iran) \| \| Spielbericht \|                                                                                           | Mexiko |
| DDR                                                                  | Jürgen Croy – Manfred Zapf – Frank Ganzera, Konrad Weise, Bernd Bransch – Jürgen Pommerenke, Wolfgang Seguin (78. Reinhard Häfner), Hans-Jürgen Kreische – Jürgen Sparwasser, Peter Ducke (71. Ralf Schulenberg), Joachim Streich Cheftrainer: Georg Buschner | Horacio Sánchez – José Luis Trejo – Jesus Rico, Juan Manuel Álvarez Álvarez, Enrique Martin del Campo – Alejandro Hernández, Fernando Blanco (74. David Regalado), Alejandro Peña – Manuel Manzo (78. Alfredo Hernández), Daniel Razo, Leonardo Cuéllar Cheftrainer: Diego Mercado | Mexiko |
| DDR                                                                  | 1:0 Ganzera (34.) 2:0 Sparwasser (39.) 3:0 Streich (48.) 4:0 Sparwasser (51.) 5:0 Kreische (72.) 6:0 Häfner (79.) 7:0 Sparwasser (89.) | | Mexiko |
| DDR                                                                  | Streich | | Mexiko |
| 2. Gruppenspieltag                                                   | | |        |
| Dienstag, 5. September 1972 um 16:30 Uhr in Ingolstadt (ESV-Stadion) | | |        |
| Zuschauer: 5.500                                                     | | |        |
| Schiedsrichter: Jafar Namdar ( Iran)                                 | | |        |
| Spielbericht                                                         | | |        |

#### Ungarn – BR Deutschland 4:1 (2:1)
| Ungarn                                                               | Ungarn | BR Deutschland | BR Deutschland |
| -------------------------------------------------------------------- | --- | --- | -------------- |
| Ungarn                                                               | \| 2. Gruppenspieltag \| \| Mittwoch, 6. September 1972 um 20:00 Uhr in München (Olympiastadion) \| \| Zuschauer: 70.000 \| \| Schiedsrichter: Luis Pestarino ( Argentinien) \| \| Spielbericht \| | \| 2. Gruppenspieltag \| \| Mittwoch, 6. September 1972 um 20:00 Uhr in München (Olympiastadion) \| \| Zuschauer: 70.000 \| \| Schiedsrichter: Luis Pestarino ( Argentinien) \| \| Spielbericht \|                                          | BR Deutschland |
| Ungarn                                                               | István Géczi – Miklós Páncsics – Péter Vépi, László Bálint, Péter Juhász – Ede Dunai, Lajos Szűcs, Lajos Kű – László Branikovits, Antal Dunai, Kálmán Tóth Cheftrainer: Rudolf Illovszky           | Günter Wienhold – Friedhelm Haebermann – Heiner Baltes, Egon Schmitt , Reiner Hollmann – Hermann Bitz (77. Rudi Seliger), Jürgen Kalb, Bernd Nickel – Uli Hoeneß, Ottmar Hitzfeld, Klaus Wunder (64. Ronald Worm) Cheftrainer: Jupp Derwall | BR Deutschland |
| Ungarn                                                               | 1:0 E. Dunai (14.) 2:1 A. Dunai (43.) 3:1 Kű (75.) 4:1 Kű (87.) | 1:1 Hitzfeld (33.) | BR Deutschland |
| Ungarn                                                               | Páncsics, Szűcs | Nickel | BR Deutschland |
| 2. Gruppenspieltag                                                   | | |                |
| Mittwoch, 6. September 1972 um 20:00 Uhr in München (Olympiastadion) | | |                |
| Zuschauer: 70.000                                                    | | |                |
| Schiedsrichter: Luis Pestarino ( Argentinien)                        | | |                |
| Spielbericht                                                         | | |                |

#### Ungarn – Mexiko 2:0 (1:0)
| Ungarn                                                              | Ungarn | Mexiko | Mexiko |
| ------------------------------------------------------------------- | --- | --- | ------ |
| Ungarn                                                              | \| 3. Gruppenspieltag \| \| Freitag, 8. September 1972 um 16:30 Uhr in Regensburg (Jahnstadion) \| \| Zuschauer: 2.500 \| \| Schiedsrichter: Lee Kan Chee ( Hongkong) \| \| Spielbericht \|                                    | \| 3. Gruppenspieltag \| \| Freitag, 8. September 1972 um 16:30 Uhr in Regensburg (Jahnstadion) \| \| Zuschauer: 2.500 \| \| Schiedsrichter: Lee Kan Chee ( Hongkong) \| \| Spielbericht \|                                                                   | Mexiko |
| Ungarn                                                              | István Géczi – Miklós Páncsics – Péter Vépi, József Kovács, László Bálint – Ede Dunai, Lajos Szűcs, Lajos Kű (46. Lajos Kocsis) – László Branikovits, Antal Dunai (73. Béla Várady), Kálmán Tóth Cheftrainer: Rudolf Illovszky | Horacio Sánchez – José Luis Trejo – Jesus Rico, Juan Manuel Álvarez Álvarez, Enrique Martin del Campo – Alejandro Hernández, Fernando Blanco, Alejandro Peña – Manuel Manzo, Daniel Razo (77. Alfredo Hernández), Leonardo Cuéllar Cheftrainer: Diego Mercado | Mexiko |
| Ungarn                                                              | 1:0 A. Dunai (35.) 2:0 Kocsis (53.) | | Mexiko |
| Ungarn                                                              | Branikovits | Álvarez, Alejandro Hernández | Mexiko |
| 3. Gruppenspieltag                                                  | | |        |
| Freitag, 8. September 1972 um 16:30 Uhr in Regensburg (Jahnstadion) | | |        |
| Zuschauer: 2.500                                                    | | |        |
| Schiedsrichter: Lee Kan Chee ( Hongkong)                            | | |        |
| Spielbericht                                                        | | |        |

#### DDR – BR Deutschland 3:2 (1:1)
| DDR                                                                 | DDR | BR Deutschland | BR Deutschland |
| ------------------------------------------------------------------- | --- | --- | -------------- |
| DDR                                                                 | \| 3. Gruppenspieltag \| \| Freitag, 8. September 1972 um 21:30 Uhr in München (Olympiastadion) \| \| Zuschauer: 80.000 \| \| Schiedsrichter: William Mullan ( Schottland) \| \| Spielbericht \|                                       | \| 3. Gruppenspieltag \| \| Freitag, 8. September 1972 um 21:30 Uhr in München (Olympiastadion) \| \| Zuschauer: 80.000 \| \| Schiedsrichter: William Mullan ( Schottland) \| \| Spielbericht \|                                                | BR Deutschland |
| DDR                                                                 | Jürgen Croy – Manfred Zapf – Bernd Bransch , Konrad Weise, Frank Ganzera – Jürgen Pommerenke, Wolfgang Seguin, Hans-Jürgen Kreische – Jürgen Sparwasser, Peter Ducke, Joachim Streich (71. Eberhard Vogel) Cheftrainer: Georg Buschner | Hans-Jürgen Bradler – Friedhelm Haebermann – Heiner Baltes, Egon Schmitt , Reiner Hollmann (75. Rudi Seliger) – Hermann Bitz, Jürgen Kalb, Bernd Nickel – Uli Hoeneß, Ottmar Hitzfeld, Klaus Wunder (59. Ronald Worm) Cheftrainer: Jupp Derwall | BR Deutschland |
| DDR                                                                 | 1:0 Pommerenke (10.) 2:1 Streich (53.) 3:2 Vogel (82.) | 1:1 Hoeneß (31.) 2:2 Hitzfeld (68.) | BR Deutschland |
| DDR                                                                 | Zapf (40.) | Bitz (52.) | BR Deutschland |
| 3. Gruppenspieltag                                                  | | |                |
| Freitag, 8. September 1972 um 21:30 Uhr in München (Olympiastadion) | | |                |
| Zuschauer: 80.000                                                   | | |                |
| Schiedsrichter: William Mullan ( Schottland)                        | | |                |
| Spielbericht                                                        | | |                |

### Gruppe B
| Pl. | Land        | Sp. | S | U | N | Tore    | Diff. | Punkte |
| --- | ----------- | --- | - | - | - | ------- | ----- | ------ |
| 1.  | Polen       | 3   | 2 | 1 | 0 | 008:200 | +6    | 05:10  |
| 2.  | Sowjetunion | 3   | 2 | 0 | 1 | 008:200 | +6    | 04:20  |
| 3.  | Dänemark    | 3   | 1 | 1 | 1 | 004:400 | ±0    | 03:30  |
| 4.  | Marokko     | 3   | 0 | 0 | 3 | 001:110 | −10   | 0:60   |

#### Sowjetunion – Marokko 3:0 (2:0)
| Sowjetunion                                                         | Sowjetunion | Marokko | Marokko |
| ------------------------------------------------------------------- | --- | --- | ------- |
| Sowjetunion                                                         | \| 1. Gruppenspieltag \| \| Sonntag, 3. September 1972 um 21:00 Uhr in München (Olympiastadion) \| \| Zuschauer: 55.000 \| \| Schiedsrichter: Guillermo Velásquez ( Kolumbien) \| \| Spielbericht \|                                                                                                  | \| 1. Gruppenspieltag \| \| Sonntag, 3. September 1972 um 21:00 Uhr in München (Olympiastadion) \| \| Zuschauer: 55.000 \| \| Schiedsrichter: Guillermo Velásquez ( Kolumbien) \| \| Spielbericht \|                                                                                | Marokko |
| Sowjetunion                                                         | Jewgeni Rudakow – Murtas Churzilawa – Rewas Dsodsuaschwili (77. Jurij Istomyn), Wolodymyr Kaplytschnyj, Jewgeni Lowtschew – Wiktor Kolotow, József Szabó, Howhannes Sanasanjan – Gennadi Jewrjuschichin, Wjatscheslaw Semenow (67. Jurij Jelissjejew), Oleh Blochin Cheftrainer: Alexander Ponomarjow | Mohamed Hazzaz – Ahmed Najah – Boujemaâ Benkhrif , Abdallah Lamrani, Larbi lhardane – Abdelali Zahraoui (46. Mustapha Yaghcha), Mohamed El Filali, Khalifa Elbakhti – Maouhoub Ghazouani (65. Abdallah Tazi), Ahmed Faras, Abdelmajid Hadry Cheftrainer: Sabino Barinaga ( Spanien) | Marokko |
| Sowjetunion                                                         | 1:0 Semjonow (1.) 2:0 Kolotow (15.) 3:0 Jelissjejew (69.) | | Marokko |
| Sowjetunion                                                         | Dsodsuaschwili | | Marokko |
| 1. Gruppenspieltag                                                  | | |         |
| Sonntag, 3. September 1972 um 21:00 Uhr in München (Olympiastadion) | | |         |
| Zuschauer: 55.000                                                   | | |         |
| Schiedsrichter: Guillermo Velásquez ( Kolumbien)                    | | |         |
| Spielbericht                                                        | | |         |

#### Dänemark – Polen 1:1 (1:1)
| Dänemark                                                            | Dänemark | Polen | Polen |
| ------------------------------------------------------------------- | --- | --- | ----- |
| Dänemark                                                            | \| 1. Gruppenspieltag \| \| Sonntag, 3. September 1972 um 15:00 Uhr in Regensburg (Jahnstadion) \| \| Zuschauer: 4.000 \| \| Schiedsrichter: Abdelkader Aouissi ( Algerien) \| \| Spielbericht \|                         | \| 1. Gruppenspieltag \| \| Sonntag, 3. September 1972 um 15:00 Uhr in Regensburg (Jahnstadion) \| \| Zuschauer: 4.000 \| \| Schiedsrichter: Abdelkader Aouissi ( Algerien) \| \| Spielbericht \|                                                                      | Polen |
| Dänemark                                                            | Mogens Therkildsen – Svend Andresen – Flemming Ahlberg, Per Røntved , Jørgen Rasmussen – Max Rasmussen, Jack Hansen, Kristen Nygaard – Allan Simonsen, Heino Hansen, Keld Bak Cheftrainer: Rudolf Strittich ( Österreich) | Hubert Kostka – Jerzy Gorgoń – Antoni Szymanowski, Zygmunt Anczok, Lesław Ćmikiewicz – Zygfryd Szołtysik (72. Zbigniew Gut), Kazimierz Deyna, Zygmunt Maszczyk – Włodzimierz Lubański , Robert Gadocha, Joachim Marx (46. Grzegorz Lato) Cheftrainer: Kazimierz Górski | Polen |
| Dänemark                                                            | 1:0 Heino Hansen (27.) | 1:1 Deyna (36.) | Polen |
| 1. Gruppenspieltag                                                  | | |       |
| Sonntag, 3. September 1972 um 15:00 Uhr in Regensburg (Jahnstadion) | | |       |
| Zuschauer: 4.000                                                    | | |       |
| Schiedsrichter: Abdelkader Aouissi ( Algerien)                      | | |       |
| Spielbericht                                                        | | |       |

#### Dänemark – Marokko 3:1 (0:0)
| Dänemark                                                               | Dänemark | Marokko | Marokko |
| ---------------------------------------------------------------------- | --- | --- | ------- |
| Dänemark                                                               | \| 2. Gruppenspieltag \| \| Dienstag, 5. September 1972 um 16:30 Uhr in Passau (Dreiflüssestadion) \| \| Zuschauer: 3.100 \| \| Schiedsrichter: Werner Winsemann ( Kanada) \| \| Spielbericht \|                                                                  | \| 2. Gruppenspieltag \| \| Dienstag, 5. September 1972 um 16:30 Uhr in Passau (Dreiflüssestadion) \| \| Zuschauer: 3.100 \| \| Schiedsrichter: Werner Winsemann ( Kanada) \| \| Spielbericht \|                                                                                             | Marokko |
| Dänemark                                                               | Mogens Therkildsen – Svend Andresen – Flemming Ahlberg, Per Røntved , Jørgen Rasmussen – Sten Ziegler, Jack Hansen, Kristen Nygaard – Allan Simonsen (46. Max Rasmussen), Heino Hansen (64. Leif Printzlau), Keld Bak Cheftrainer: Rudolf Strittich ( Österreich) | Mohamed Hazzaz – Ahmed Najah – Boujemaâ Benkhrif , Khalifa Elbakhti, Larbi lhardane – Mustapha Yaghcha (70. Mustapha el Zaghrari), Mohamed El Filali, Abdelali Zahraoui – Abdallah Tazi (60. Ahmed Mohamed Tati), Mohamed Merzaq, Maouhoub Ghazouani Cheftrainer: Sabino Barinaga ( Spanien) | Marokko |
| Dänemark                                                               | 1:0 Bak (55.) 2:0 Bak (83.) 3:1 Printzlau (90.) | 2:1 Merzaq (89.) | Marokko |
| Dänemark                                                               | Andresen | Zahraoui, Najah | Marokko |
| 2. Gruppenspieltag                                                     | | |         |
| Dienstag, 5. September 1972 um 16:30 Uhr in Passau (Dreiflüssestadion) | | |         |
| Zuschauer: 3.100                                                       | | |         |
| Schiedsrichter: Werner Winsemann ( Kanada)                             | | |         |
| Spielbericht                                                           | | |         |

#### Polen – Sowjetunion 2:1 (0:1)
| Polen                                                                 | Polen | Sowjetunion | Sowjetunion |
| --------------------------------------------------------------------- | --- | --- | ----------- |
| Polen                                                                 | \| 2. Gruppenspieltag \| \| Dienstag, 5. September 1972 um 16:30 Uhr in Augsburg (Rosenaustadion) \| \| Zuschauer: 5.000 \| \| Schiedsrichter: Henry Øberg ( Norwegen) \| \| Spielbericht \|                                                                               | \| 2. Gruppenspieltag \| \| Dienstag, 5. September 1972 um 16:30 Uhr in Augsburg (Rosenaustadion) \| \| Zuschauer: 5.000 \| \| Schiedsrichter: Henry Øberg ( Norwegen) \| \| Spielbericht \| | Sowjetunion |
| Polen                                                                 | Hubert Kostka – Jerzy Gorgoń (37. Jerzy Kraska) – Antoni Szymanowski, Zygmunt Anczok, Lesław Ćmikiewicz – Zbigniew Gut (71. Zygfryd Szołtysik), Marian Ostafiński, Kazimierz Deyna, Zygmunt Maszczyk – Włodzimierz Lubański , Robert Gadocha Cheftrainer: Kazimierz Górski | Jewgeni Rudakow – Murtas Churzilawa – Rewas Dsodsuaschwili, Wolodymyr Kaplytschnyj, Jewgeni Lowtschew – Wiktor Kolotow, József Szabó, Howhannes Sanasanjan (87. Anatolij Kuksow) – Gennadi Jewrjuschichin, Wjatscheslaw Semenow (73. Wolodymyr Onyschtschenko), Oleh Blochin Cheftrainer: Alexander Ponomarjow | Sowjetunion |
| Polen                                                                 | 1:1 Deyna (79., Foulelfmeter) 2:1 Szołtysik (87.) | 0:1 Blochin (28.) | Sowjetunion |
| Polen                                                                 | Ćmikiewicz | Kolotow | Sowjetunion |
| 2. Gruppenspieltag                                                    | | |             |
| Dienstag, 5. September 1972 um 16:30 Uhr in Augsburg (Rosenaustadion) | | |             |
| Zuschauer: 5.000                                                      | | |             |
| Schiedsrichter: Henry Øberg ( Norwegen)                               | | |             |
| Spielbericht                                                          | | |             |

#### Sowjetunion – Dänemark 4:0 (2:0)
| Sowjetunion                                                          | Sowjetunion | Dänemark | Dänemark |
| -------------------------------------------------------------------- | --- | --- | -------- |
| Sowjetunion                                                          | \| 3. Gruppenspieltag \| \| Freitag, 8. September 1972 um 16:30 Uhr in Augsburg (Rosenaustadion) \| \| Zuschauer: 4.000 \| \| Schiedsrichter: Doğan Babacan ( Türkei) \| \| Spielbericht \| | \| 3. Gruppenspieltag \| \| Freitag, 8. September 1972 um 16:30 Uhr in Augsburg (Rosenaustadion) \| \| Zuschauer: 4.000 \| \| Schiedsrichter: Doğan Babacan ( Türkei) \| \| Spielbericht \|                                                                            | Dänemark |
| Sowjetunion                                                          | Wolodymyr Pilhuj – Murtas Churzilawa – Jurij Istomyn, Wolodymyr Kaplytschnyj, Jewgeni Lowtschew – Wiktor Kolotow, József Szabó, Anatolij Kuksow – Gennadi Jewrjuschichin, Wjatscheslaw Semenow (63. Arkadi Andreasjan), Oleh Blochin (74. Sergei Olschanski) Cheftrainer: Alexander Ponomarjow | Mogens Therkildsen – Svend Andresen – Flemming Ahlberg, Per Røntved , Jørgen Rasmussen – Max Rasmussen, Jack Hansen, Kristen Nygaard (68. Hans Ewald Hansen) – Allan Simonsen (46. Leif Printzlau), Heino Hansen, Keld Bak Cheftrainer: Rudolf Strittich ( Österreich) | Dänemark |
| Sowjetunion                                                          | 1:0 Kolotow (20.) 2:0 Semjonow (28.) 3:0 Blochin (55.) 4:0 Szabó (88.) | | Dänemark |
| Sowjetunion                                                          | Hans Ewald Hansen | | Dänemark |
| 3. Gruppenspieltag                                                   | | |          |
| Freitag, 8. September 1972 um 16:30 Uhr in Augsburg (Rosenaustadion) | | |          |
| Zuschauer: 4.000                                                     | | |          |
| Schiedsrichter: Doğan Babacan ( Türkei)                              | | |          |
| Spielbericht                                                         | | |          |

#### Polen – Marokko 5:0 (3:0)
| Polen                                                                     | Polen | Marokko | Marokko |
| ------------------------------------------------------------------------- | --- | --- | ------- |
| Polen                                                                     | \| 3. Gruppenspieltag \| \| Freitag, 8. September 1972 um 16:30 Uhr in Nürnberg (Städtisches Stadion) \| \| Zuschauer: 5.000 \| \| Schiedsrichter: Francesco Francescon ( Italien) \| \| Spielbericht \|                                                                        | \| 3. Gruppenspieltag \| \| Freitag, 8. September 1972 um 16:30 Uhr in Nürnberg (Städtisches Stadion) \| \| Zuschauer: 5.000 \| \| Schiedsrichter: Francesco Francescon ( Italien) \| \| Spielbericht \|                                                                              | Marokko |
| Polen                                                                     | Hubert Kostka – Jerzy Gorgoń – Antoni Szymanowski, Zygmunt Anczok, Lesław Ćmikiewicz (66. Zygmunt Maszczyk) – Jerzy Kraska (46. Zygfryd Szołtysik), Kazimierz Deyna, Marian Ostafiński – Włodzimierz Lubański , Robert Gadocha, Kazimierz Kmiecik Cheftrainer: Kazimierz Górski | Mohamed Hazzaz (46. Ahmed Belkorchi) – Khalifa Elbakhti – Boujemaâ Benkhrif , Abdallah Lamrani, Larbi lhardane – Mustapha Yaghcha, Mohamed El Filali, Abdelali Zahraoui – Abdallah Tazi (46. Maouhoub Ghazouani), Ahmed Faras, Mohamed Merzaq Cheftrainer: Sabino Barinaga ( Spanien) | Marokko |
| Polen                                                                     | 1:0 Kmiecik (3.) 2:0 Lubański (10.) 3:0 Deyna (45., Foulelfmeter) 4:0 Gadocha (53.) 5:0 Deyna (63.) | | Marokko |
| Polen                                                                     | lhardane, Ghazouani | | Marokko |
| 3. Gruppenspieltag                                                        | | |         |
| Freitag, 8. September 1972 um 16:30 Uhr in Nürnberg (Städtisches Stadion) | | |         |
| Zuschauer: 5.000                                                          | | |         |
| Schiedsrichter: Francesco Francescon ( Italien)                           | | |         |
| Spielbericht                                                              | | |         |

## Spiel um Platz 3

### Sowjetunion – DDR 2:2n.V.(2:2, 2:1)
| Sowjetunion                                                          | Sowjetunion | DDR | DDR |
| -------------------------------------------------------------------- | --- | --- | --- |
| Sowjetunion                                                          | \| Sonntag: 10. September 1972 um 10:00 Uhr in München (Olympiastadion) \| \| Zuschauer: 80.000 \| \| Schiedsrichter: Armando Marques ( Brasilien) \| \| Spielbericht \| | \| Sonntag: 10. September 1972 um 10:00 Uhr in München (Olympiastadion) \| \| Zuschauer: 80.000 \| \| Schiedsrichter: Armando Marques ( Brasilien) \| \| Spielbericht \|                                                                                      | DDR |
| Sowjetunion                                                          | Jewgeni Rudakow – Murtas Churzilawa – Jurij Istomyn, Wolodymyr Kaplytschnyj, Jewgeni Lowtschew – Sergei Olschanski, Anatolij Kuksow, Howhannes Sanasanjan – Gennadi Jewrjuschichin (41. Andrei Jakubik), Wjatscheslaw Semenow (68. Arkadi Andreasjan), Oleh Blochin Cheftrainer: Alexander Ponomarjow | Jürgen Croy – Manfred Zapf – Frank Ganzera (20. Lothar Kurbjuweit), Konrad Weise, Bernd Bransch – Jürgen Pommerenke, Wolfgang Seguin (75. Eberhard Vogel), Hans-Jürgen Kreische – Jürgen Sparwasser, Peter Ducke, Joachim Streich Cheftrainer: Georg Buschner | DDR |
| Sowjetunion                                                          | 1:0 Blochin (10.) 2:0 Churzilawa (30.) | 2:1 Kreische (33., Handelfmeter) 2:2 Vogel (78.) | DDR |
| Sowjetunion                                                          | Churzilawa, Andreasjan | Kreische, Ducke | DDR |
| Sonntag: 10. September 1972 um 10:00 Uhr in München (Olympiastadion) | | |     |
| Zuschauer: 80.000                                                    | | |     |
| Schiedsrichter: Armando Marques ( Brasilien)                         | | |     |
| Spielbericht                                                         | | |     |

## Finale

### Polen – Ungarn 2:1 (0:1)
| Polen                                                                | Polen | Ungarn | Ungarn |
| -------------------------------------------------------------------- | --- | --- | ------ |
| Polen                                                                | \| Sonntag: 10. September 1972 um 20:15 Uhr in München (Olympiastadion) \| \| Zuschauer: 80.000 \| \| Schiedsrichter: Kurt Tschenscher ( BR Deutschland) \| \| Spielbericht \|                                                                   | \| Sonntag: 10. September 1972 um 20:15 Uhr in München (Olympiastadion) \| \| Zuschauer: 80.000 \| \| Schiedsrichter: Kurt Tschenscher ( BR Deutschland) \| \| Spielbericht \|                                          | Ungarn |
| Polen                                                                | Hubert Kostka – Jerzy Gorgoń – Zbigniew Gut, Lesław Ćmikiewicz, Zygmunt Anczok – Zygfryd Szołtysik, Kazimierz Deyna (76. Ryszard Szymczak), Jerzy Kraska, Zygmunt Maszczyk – Włodzimierz Lubański , Robert Gadocha Cheftrainer: Kazimierz Górski | István Géczi – Miklós Páncsics – Péter Vépi, László Bálint, Péter Juhász – Ede Dunai, Lajos Szűcs, Lajos Kű (74. Lajos Kocsis) – Mihály Kozma, Antal Dunai (79. Kálmán Tóth), Béla Várady Cheftrainer: Rudolf Illovszky | Ungarn |
| Polen                                                                | 1:1 Deyna (47.) 2:1 Deyna (68.) | 0:1 Várady (42.) | Ungarn |
| Polen                                                                | Vépi | | Ungarn |
| Sonntag: 10. September 1972 um 20:15 Uhr in München (Olympiastadion) | | |        |
| Zuschauer: 80.000                                                    | | |        |
| Schiedsrichter: Kurt Tschenscher ( BR Deutschland)                   | | |        |
| Spielbericht                                                         | | |        |